# يوليوس إل. براون
يوليوس إل. براون (بالإنجليزية: Julius L. Brown)‏ هو محامي أمريكي، ولد في 1848، وتوفي في 1910.